# Physaraia areolata
Physaraia areolata är en stekelart som först beskrevs av Cameron 1911.  Physaraia areolata ingår i släktet Physaraia och familjen bracksteklar. Inga underarter finns listade i Catalogue of Life.